# اس‌بی-۴۳۱۵۴۲
اس‌بی-۴۳۱۵۴۲ (به انگلیسی: SB-431542) با فرمول شیمیایی C22H16N4O3 یک ترکیب شیمیایی است. که جرم مولی آن ۳۸۴٫۴ g/mol می‌باشد.